# Torre de la Isleta
La torre de la Isleta, también denominada como torre de la Illeta, torre Saleta o torre de la Illeta de l'Horta, es una construcción defensiva del siglo XVI para la vigilancia de la costa marítima situada en el municipio español de Campello, provincia de Alicante.
La torre se emplaza a escasa altura sobre el nivel del mar, en una zona rocosa cercana al yacimiento arqueológico de La Isleta, dominando en la actualidad el puerto deportivo de Campello.
La construcción se presenta como un cono truncado, con un diámetro de seis metros en la base y de cinco en su parte más alta. La base de la torre es maciza, presentando una única habitación en el tramo superior que se cubre con una bóveda semiesférica. Existen vanos en todas las orientaciones, situándose la puerta de entrada hacia el Este. Para acceder a la misma, era necesario una escalera "de gato" o cuerda. En el interior se halla una escalera por la que se accede a la terraza superior. La estructura portante es un grueso muro de mampostería irregular, siendo la cara externa de sillarejo. La piedra de sillería se encuentra en las aperturas de los huecos, así como en las ménsulas en las que se apoya la coronación de la torre. 

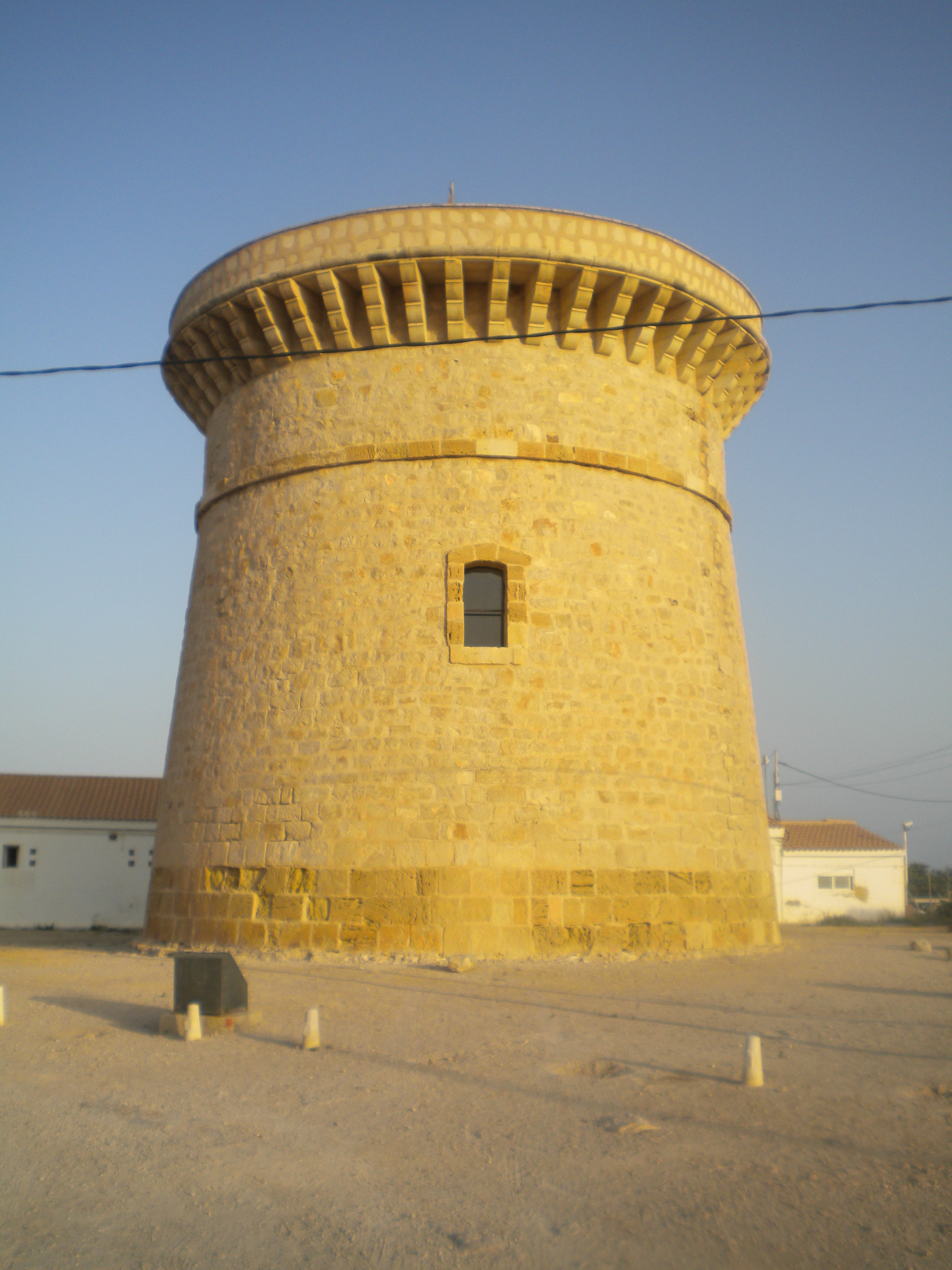
Vista lateral de la torre

El edificio fue levantado entre los años 1554 y 1557 por orden del Virrey de Valencia, Bernardino de Cárdenas y Pacheco, duque de Maqueda, completando una serie de puntos de vigilancia costera para defender a la población de los ataques de los piratas berberiscos, estando la torre conectada con la línea de defensa del Castillo de Santa Bárbara de Alicante. Posiblemente sus autores fueron el capitán del ejército Aldana y el ingeniero militar Juan Cervelló. Desde la Torre de la Isleta es posible aún divisar la Torre de Aguas, otra de las construcciones defensivas que se encuentran dentro del término municipal de Campello.
La torre contaba con una guarnición de cuatro hombres. Dos de ellos se encargaban de la vigilancia y de alertar de peligro, mediante señales de humo durante el día y con fogatas durante la noche. El otro par de hombres eran los encargados de ir a caballo a dar aviso de cualquier eventualidad. 
Este elemento defensivo fue declarado Bien de Interés Cultural con la inclusión genérica de 1949, e individualmente en la categoría de Monumento en 1996, siendo restaurada en el año 1991. Hoy en día, la Torre de la Isleta es el elemento representativo de la localidad de Campello.